# Bretzfeld
Bretzfeld település Németországban, azon belül Baden-Württembergben. Lakosainak száma 12 645 fő (2023. december 31.).

## Népesség
A település népessége az elmúlt években az alábbi módon változott:
| Lakosok száma | 6155 | 6743 | 7607 | 8323 | 8901 | 10 790 | 11 753 | 12 198 | 12 128 | 12 645 |
|               | 1961 | 1967 | 1974 | 1980 | 1987 | 1993   | 2000   | 2006   | 2013   | 2023   |